# Comte de Guadella
Comte de Guadella (v. 1737, Giraglia - 1805,
Guadella) est un vagabond corse qui servit l'armée de Pascal Paoli durant la guerre contre les Français et la république de Gênes. Ses principaux faits d'armes ont lieu lors de la prise de l'île de Capraia.

## Biographie

### Origine du titre
Le Comte de Guadella a des origines difficiles à établir ; il serait le fils naturel ou le frère de Pascal Paoli. Cette filiation incertaine ne
serait qu'une légende entretenue par le Comte de Guadella lui-même. Pour la plupart des spécialistes de l'histoire de la Corse, il serait le demi-frère de Pascal Paoli; c'est donc cette thèse qui a été retenue. Les témoignages et écrits de l'époque précisent que le Comte de Guadella est né sur l'île de la Giraglia, dans le Cap Corse et qu'il reçoit une éducation à Rome, Paris, Venise et Gênes. Il est spécialisé en construction navale, génie militaire, mathématiques et a laissé une correspondance importante. On soupçonne en effet que Pascal Paoli lui avait confié la tâche de correspondre avec James Boswell. Cependant, il n'embrasse aucune carrière et décide de retourner dans son Cap Corse natal ; il participe aux travaux de la communauté. Il est pour ainsi dire vagabond et se construit une bergerie au lieu-dit de Guadella, ce qui lui valut le surnom et titre de « Sgiò Guadella », ce qui peut se traduire par « Monseigneur Guadella » ou « Comte de Guadella ».

### Un serviteur de Pascal Paoli
Dès 1755, le général Pascal Paoli met en œuvre un projet
constructif et les structures d'un État moderne. Cependant aucune grande
puissance ne reconnaît cette liberté qui va durer une quinzaine d'années.
Le territoire national insulaire n'est pas totalement libéré en particulier
la ville de Bastia restée sous l'occupation génoise renforcée par les
troupes françaises. Dans ces conditions le Conseil supérieur de l'État
Corse poursuit la guerre de libération. Il prend la décision de combattre
Gênes sur la mer pour bloquer les ports de l'île qu'occupe l'envahisseur.
De l'avis d'un marin capcorsin, il est proposé de chasser l'occupant
génois de Capraia pour contrôler l'espace naval entre le Cap Corse et
Livourne en Italie. Pascal Paoli rassemble 200 hommes de troupes régulières
et 510 volontaires à Macinaggio. Choisi par Pascal Paoli, le Comte de
Guadella prend part à cette offensive parmi les volontaires. Sa bravoure au
combat fut remarquée de tous ainsi que son intelligence tactique, qui
permit d'épargner bien des vies de part et d'autre.
Il est reconnu qu'il acceptait de se mettre au service de causes qu'il
jugeait noble ou qui l'amusaient. Il avait une haute estime de lui-même et
refusait tout travail au sens laborieux du terme.
Il mourut dans sa bergerie, ou il aimait à se retrouver, loin de
l'innombrable foule de ses semblables, qu'il appréciait mais qu'il avait
toujours considérés avec un certain recul.
D'une manière générale, il est décrit comme un personnage atypique,
magnanime, instruit, d'une intelligence rare. Il est connu aussi comme un
épicurien, mettant son esprit fertile au service de son bien-être et du
savoir-vivre ainsi que pour sa vivacité d'esprit, et son talent de
séducteur; on lui prête, en effet, de nombreuses conquêtes amoureuses dans
les différents endroits où il vécut.

### Histoire du titre
Le titre n'étant pas officiel, il a disparu avec le temps.
Cependant, sa descendance a toujours tenu à honorer le titre et la mémoire
de cet aïeul atypique, en cultivant les traits de caractère qui firent sa
légende.
De nos jours, l'héritier du titre est écrivain, ingénieur et expert en art
martial.